# 黄山头酒
黄山头酒是湖北公安县藕池镇产的浓香型白酒，藕池镇自古就有酿酒传统，至清末民初时镇上有30余家酒坊，其中最大的6家为曾永康槽坊、李昌银槽坊、江习超槽坊、杨同义槽坊、李连方槽坊和袁丹林槽坊，以曾永康槽坊实力最雄厚，出品最佳。1913年5月，5大酒坊加盟曾永康麾下，统一命名藕池酒，为黄山头酒之始。曾永康高徒郭诗敬学成后于1946年自己开设了新开铺槽坊，改进酿造工艺，其产品更受欢迎。1951年当地政府合并了曾永康槽坊和新开铺槽坊在内的35家槽坊，成立酒厂，由郭诗敬掌管。 大跃进后中国经济瘫痪，原料断供，郭诗敬在1959至1962年间率全厂大搞革新，用糠饼、萝卜、甘蔗、蜜枣、苦菜、多穗高粱梗、苦捻子酿酒，大获成功。1973年为进一步提升品质，郭诗敬亲赴泸州大曲酒厂学艺，回厂后于次年开发出以玉米和小麦酿成的“黄山大曲”，取代了以前产品。大跃进至文化大革命期间为扩大茅台生产而推行茅台异地生产试验，酒厂曾被选为试点，最后虽未如愿产出酱香型白酒，但使黄山大曲的质量提高一至两个等级，更受欢迎；新酒被命名为黄山头酒以示区别，取代了黄山大曲。